# Siliqua (moneta)
Siliqua è il nome usato dai numismatici moderni per indicare una moneta romana d'argento del valore di 1/24 di solido, coniata per la prima volta da Costantino I nel 323. Il nome non è attestato dai testi antichi. 
Il nome siliqua viene dal nome dei semi del carrubo (Ceratonia siliqua) ed indicava un peso pari ad 1/6 di scrupolo, cioè ca. 0.19 grammi (cfr. Unità di misura romane). 
(Isidoro di Siviglia: Etymologiarum libri XX, Liber XVI, 25)
La siliqua valeva quindi 0.19 grammi d'oro e poiché al tempo il rapporto tra oro ed argento era di 1/14, il peso teorico della siliqua era di ca. 2.7 grammi.
In età costantiniana furono emesse soprattutto da Costanzo II.
Dopo la fine dell'Impero Romano d'Occidente (476) silique furono emesse fino al periodo di Eraclio I (610-640) e forse fino a Tiberio III (698-705).
Il peso originario era di circa 2,70 g, presto ridotto a 2 g. 
La coniazione della siliqua continuò saltuariamente durante il V secolo e poi nel VI secolo sotto i Goti decrementando però di peso per arrivare fino a circa 1 g.
Questo tipo di monete sono considerate da alcuni, per il peso ridotto, "mezze silique". 
Nel IV secolo furono coniati anche multipli da due silique (miliarensi) e da 6 silique.